# Mutterstadt

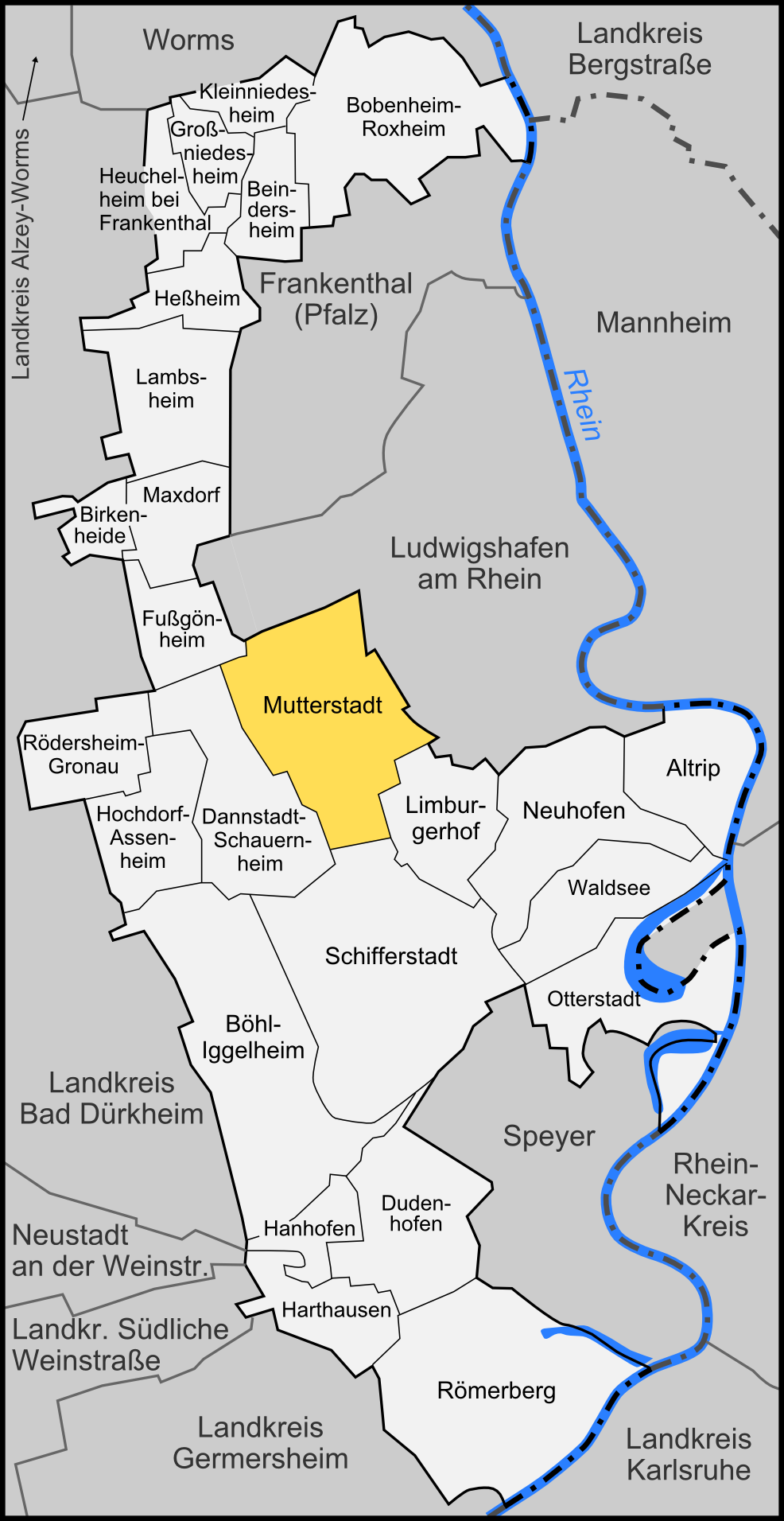

Mutterstadt là một đô thị thuộc thuộc huyện Rhein-Pfalz, bang Rheinland-Pfalz,phía tây nước Đức. Đô thị này có diện tích 21 km², dân số thời điểm ngày 31 tháng 12 năm 2006 là 12.413 người.
Đô thị này có cự ly khoảng 7 km về phía tây nam của trung tâm thành phố Ludwigshafen.

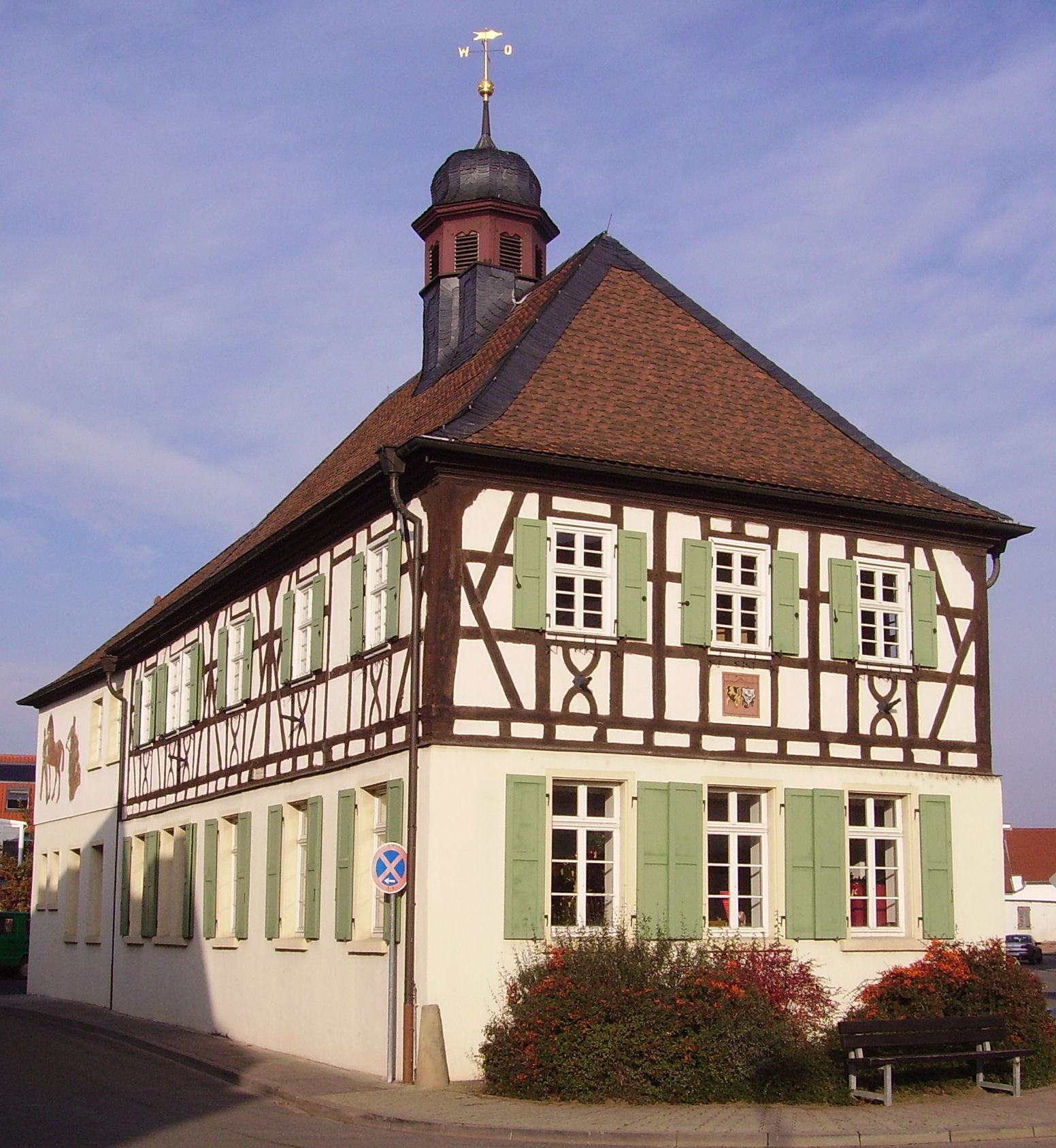
tòa thị chính cũ
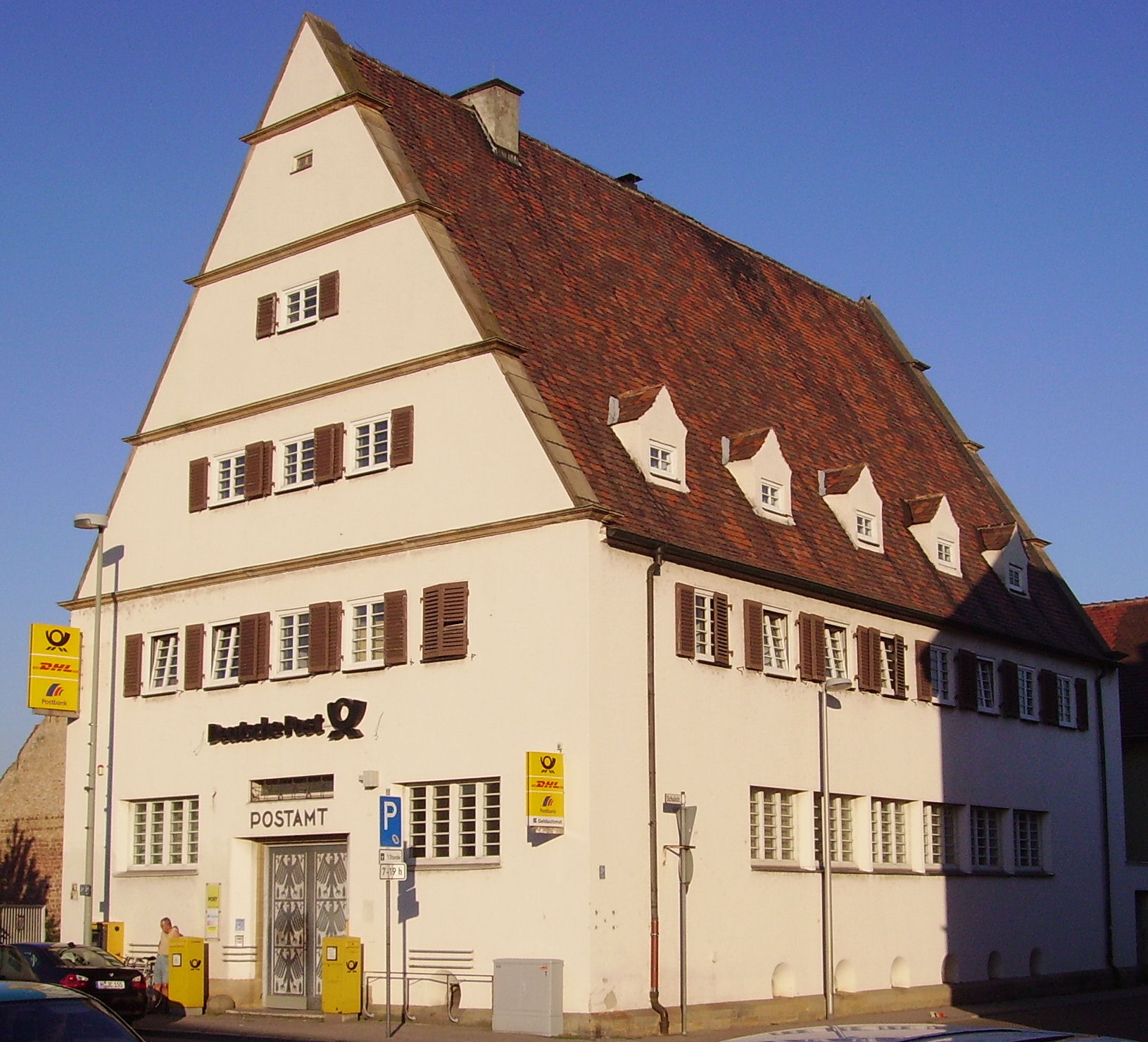
bưu điện